# Suze Fokker

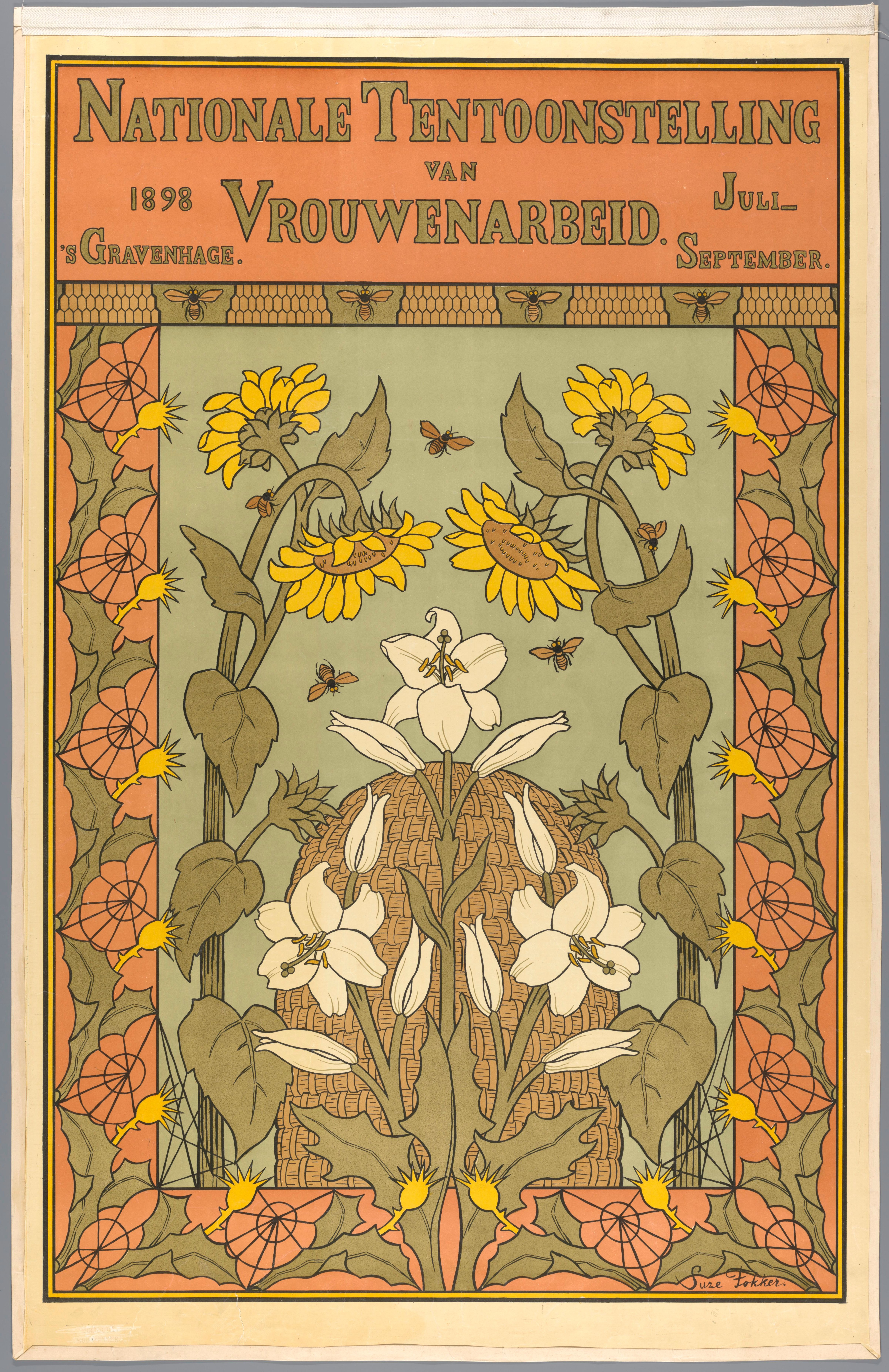
Affiche Nationale Tentoonstelling van Vrouwenarbeid 1898

Suzanna Petronella (Suze) Fokker (Middelburg, 21 mei 1864 – Scheveningen, 29 augustus 1900) was een Nederlands schilder en tekenaar.

## Leven en werk
Suze Fokker, lid van de familie Fokker, was een dochter van de Middelburgse koopman Boudewijn Anthony Fokker (1817-1881), lid fa. Fokker & Jeras, en Maria Louisa Isabella Theodora Heijligers (1831-1917). Ze verhuisde in 1884 naar Amsterdam, in 1887 gevolgd door haar moeder en de rest van het gezin. Fokker behaalde aan de Rijksnormaalschool voor Teekenonderwijzers, bij J.R. de Kruijff, de MO-akte handtekenen en perspectief. Haar klasgenoten waren onder anderen Paul Bodifée, A.M. Gorter en Froukje Wartena. Ze volgde een jaar lang de avondcursus aan de Rijksakademie van beeldende kunsten (1890-1891), onder August Allebé. In 1893 verhuisde Fokker naar Den Haag, ze vervolgde haar opleiding aan de Haagse Academie (1893-1895).
Fokker ontwierp meerdere affiches. Eind 1897 werd voor de Nationale Tentoonstelling van Vrouwenarbeid 1898 een wedstrijd uitgeschreven voor het maken van een 'gekleurde reclameplaat', Fokker won en haar ontwerp, met de bijenkorf als symbool van nijverheid, werd uitgevoerd. Eind 1898 nam ze met onder anderen Jac. van den Bosch, Willem van Konijnenburg, Titus van der Laars en Jan Toorop deel aan een expositie van aanplakbiljetten, boekbanden, kalenderbladen en dergelijke in het Utrechtsch Museum van Kunstnijverheid. Begin 1900 maakte ze een wervingsposter voor de nog jonge Vereeniging tot Bescherming van Vogels, de poster was transparant ('vitrauphane') en speciaal bedoeld om op te hangen in trams en bussen.
De kunstenares overleed in 1900, op 36-jarige leeftijd. Ze werd begraven op Oud Eik en Duinen.
- Biografisch Portaal: 53623131
- RKD-Nederlands Instituut voor Kunstgeschiedenis: 421514